# Morti nel 1028
| Questa pagina contiene informazioni ricavate automaticamente dalle voci biografiche con l'ausilio del template Bio e di un bot. L'aggiornamento è periodico e automatico e ricostruisce completamente la pagina. Se manca una persona in questa lista, sei pregato di non aggiungerla, ma accertati piuttosto che la sua voce biografica contenga il template Bio e che i dati anagrafici siano correttamente compilati. Se il template Bio manca, inseriscilo tu stesso o, in alternativa, metti l'avviso {{tmp\|Bio}} che ne segnala la mancanza. Se i dati riportati sono sbagliati, correggi direttamente la voce biografica; le modifiche saranno visibili in questa lista entro pochi giorni. Per chiarimenti vedi il progetto biografie. La lista contiene solo le 12 persone che sono citate nell'enciclopedia e per le quali è stato implementato correttamente il template Bio. Pagina aggiornata al 13 gen 2025. |

- 3 gennaio - Fujiwara no Michinaga, politico giapponese (n. 966)
- 6 aprile - Guglielmo IV d'Angoulême, conte
- 11 maggio - Landry di Nevers, nobile francese (n. 970)
- 13 maggio - Eutimio l'Atonita, monaco cristiano georgiano (n. 955)
- 4 luglio - Alfonso V di León, sovrano (n. 996)
- 6 agosto - Riccardo III di Normandia, duca
- 28 ottobre - Werner I d'Asburgo, vescovo cattolico
- 15 novembre - Costantino VIII, imperatore bizantino (n. 960)
- 21 dicembre - Erling Skjalgsson, politico norvegese (n. 975)
- Nuno I Alvites, militare spagnolo
- Sayyida Shirin, nobile
- Zhīlǐ, monaco buddista cinese (n. 960)